# Eccellenza Lazio 2003-2004
Il campionato italiano di calcio di Eccellenza regionale 2003-2004 è stato il tredicesimo organizzato in Italia. Rappresenta il sesto livello del calcio italiano. Il campionato si è concluso con la vittoria della Sorianese per il girone A, al suo primo titolo, e del Ferentino per il girone B, al loro suo terzo titolo.
Tutte le squadre iscritte al campionato di Eccellenza, assieme a quelle del campionato di Promozione, hanno diritto a partecipare alla Coppa Italia Dilettanti Lazio.

## Stagione

### Aggiornamenti
- A seguito delle riammissione in Serie D del Rieti e del Terracina, vengono riapescate il Colleferro e la Sorianese[1].
- La Nuova Montello si fonde con il Pro Cisterna e si iscrive con il nome di Viribus Cisterna Montello.
- Il Cervaro cede il titolo sportivo all'Alatri.

Di seguito la composizione dei gironi decisi dal Comitato Regionale del Lazio.

## Girone A

### Squadre partecipanti
| Club                       | Città (provincia)           | Stagione precedente                                |
| -------------------------- | --------------------------- | -------------------------------------------------- |
| Acilia                     | Acilia (RM)                 | 14º posto in Eccellenza Lazio, Girone A            |
| ALMAS                      | Roma                        | 12º posto in Eccellenza Lazio, Girone A            |
| Bassano Romano             | Bassano Romano (VT)         | 2º posto in Promozione Lazio, Girone A, promosso   |
| Centro Italia Stella d'Oro | Rieti                       | 11º posto in Eccellenza Lazio, Girone A            |
| Civita Castellana          | Civita Castellana (VT)      | 2º posto in Eccellenza Lazio, Girone A             |
| Corneto Tarquinia          | Tarquinia (VT)              | 8º posto in Eccellenza Lazio, Girone A             |
| Fiumicino                  | Fiumicino (RM)              | 6º posto in Eccellenza Lazio, Girone A             |
| Giada Maccarese            | Maccarese (RM)              | 13º posto in Eccellenza Lazio, Girone A            |
| Nuova Santa Maria Mole     | Santa Maria delle Mole (RM) | 11º posto in Eccellenza Lazio, Girone B            |
| Roma VIII                  | Roma                        | 14º posto in Eccellenza Lazio, Girone B            |
| San Filippo Neri           | Roma                        | 3º posto in Eccellenza Lazio, Girone A             |
| Sanpolese                  | San Polo dei Cavalieri (RM) | 1º posto in Promozione Lazio, Girone B, promosso   |
| Sorianese                  | Soriano nel Cimino (VT)     | 15º posto in Eccellenza Lazio, Girone A, ripescata |
| Spes Mentana               | Mentana (RM)                | 5º posto in Eccellenza Lazio, Girone A             |
| Torbellamonaca             | Roma                        | 10º posto in Eccellenza Lazio, Girone B            |
| Torrenova                  | Roma                        | 7º posto in Eccellenza Lazio, Girone A             |
| Triaena Campagnano         | Campagnano di Roma (RM)     | 1º posto in Promozione Lazio, Girone A, promosso   |
| Villalba Ocres Moca        | Villalba di Guidonia (RM)   | 10º posto in Eccellenza Lazio, Girone A            |

### Classifica finale
Fonte:
|  | Pos. | Squadra                    | Pt | G  | V  | N  | P  | GF | GS | DR  |
|  | ---- | -------------------------- | -- | -- | -- | -- | -- | -- | -- | --- |
|  | 1.   | Sorianese                  | 80 | 34 | 24 | 8  | 2  | 52 | 21 | +31 |
|  | 2.   | Spes Mentana               | 76 | 34 | 24 | 4  | 6  | 57 | 21 | +36 |
|  | 3.   | Bassano Romano             | 62 | 34 | 19 | 5  | 10 | 55 | 34 | +21 |
|  | 4.   | Torbellamonaca             | 55 | 34 | 16 | 7  | 11 | 36 | 32 | +4  |
|  | 5.   | Civita Castellana          | 54 | 34 | 17 | 3  | 14 | 41 | 34 | +7  |
|  | 6.   | Corneto Tarquinia          | 53 | 34 | 15 | 8  | 11 | 52 | 43 | +9  |
|  | 7.   | Roma VIII                  | 47 | 34 | 13 | 8  | 13 | 41 | 32 | +9  |
|  | 8.   | Nuova Santa Maria Mole     | 47 | 34 | 11 | 14 | 9  | 33 | 35 | -2  |
|  | 9.   | Acilia                     | 46 | 34 | 13 | 7  | 14 | 38 | 42 | -4  |
|  | 10.  | Giada Maccarese            | 43 | 34 | 12 | 7  | 15 | 39 | 45 | -6  |
|  | 11.  | Triaena Campagnano         | 43 | 34 | 10 | 13 | 11 | 31 | 39 | -8  |
|  | 12.  | San Filippo Neri           | 40 | 34 | 11 | 7  | 16 | 38 | 41 | -3  |
|  | 13.  | ALMAS                      | 38 | 34 | 9  | 11 | 14 | 36 | 41 | -5  |
|  | 14.  | Fiumicino                  | 38 | 34 | 10 | 8  | 16 | 31 | 50 | -19 |
|  | 15.  | Villalba Ocres Moca        | 34 | 34 | 9  | 7  | 18 | 36 | 50 | -14 |
|  | 16.  | Torrenova                  | 33 | 34 | 8  | 9  | 17 | 39 | 48 | -9  |
|  | 17.  | Sanpolese                  | 33 | 34 | 7  | 12 | 15 | 31 | 48 | -17 |
|  | 18.  | Centro Italia Stella d'Oro | 24 | 34 | 6  | 6  | 22 | 24 | 54 | -30 |

Legenda:
      Promossa in Serie D 2004-2005.
      Ammessa ai Play-off nazionali.
      Retrocesse in Promozione Lazio 2004-2005.
Regolamento:
Tre punti a vittoria, uno a pareggio, zero a sconfitta.
Note:
Lo Spes Mentana promossa in Serie D 2004-2005 in quanto squadra vincitrice dei play-off nazionali.
Il Torrenova è stato poi ripescato in Eccellenza Lazio 2004-2005.

## Girone B

### Squadre partecipanti
| Club                      | Città (provincia)       | Stagione precedente                                |
| ------------------------- | ----------------------- | -------------------------------------------------- |
| Alatri                    | Alatri (FR)             | -                                                  |
| Anagni                    | Anagni (FR)             | 18º posto in Serie D, Girone G, retrocesso         |
| Anitrella                 | Anitrella (FR)          | 2º posto in Promozione Lazio, Girone D, promosso   |
| Anziolavinio              | Anzio (RM)              | 5º posto in Eccellenza Lazio, Girone B             |
| Canarini Rocca di Papa    | Rocca di Papa (RM)      | 1º posto in Promozione Lazio, Girone C, promosso   |
| Castel Madama             | Castel Madama (RM)      | 2º posto in Promozione Lazio, Girone B, promosso   |
| Cecchina                  | Albano Laziale (RM)     | 7º posto in Eccellenza Lazio, Girone B             |
| Viribus Cisterna Montello | Cisterna di Latina (LT) | -                                                  |
| Colleferro                | Colleferro (RM)         | 15º posto in Eccellenza Lazio, Girone B, ripescato |
| Cynthia                   | Genzano di Roma (RM)    | 2º posto in Promozione Lazio, Girone C, promosso   |
| Ferentino                 | Ferentino (FR)          | 17º posto in Serie D, Girone G, retrocesso         |
| Fondi                     | Fondi (LT)              | 1º posto in Promozione Lazio, Girone D, promosso   |
| Formia                    | Formia (LT)             | 13º posto in Eccellenza Lazio, Girone B            |
| Nettuno                   | Nettuno (RM)            | 12º posto in Eccellenza Lazio, Girone B            |
| Pisoniano                 | Pisoniano (RM)          | 4º posto in Eccellenza Lazio, Girone A             |
| Priverno                  | Priverno (LT)           | 9º posto in Eccellenza Lazio, Girone B             |
| Sezze Setina              | Sezze (LT)              | 3º posto in Eccellenza Lazio, Girone B             |
| Veroli                    | Veroli (FR)             | 8º posto in Eccellenza Lazio, Girone B             |

### Classifica finale
Fonte:
|  | Pos. | Squadra                   | Pt | G  | V  | N  | P  | GF | GS | DR  |
|  | ---- | ------------------------- | -- | -- | -- | -- | -- | -- | -- | --- |
|  | 1.   | Ferentino                 | 65 | 34 | 18 | 11 | 5  | 52 | 22 | +30 |
|  | 2.   | Cecchina                  | 63 | 34 | 18 | 9  | 7  | 37 | 19 | +18 |
|  | 3.   | Alatri                    | 62 | 34 | 18 | 8  | 8  | 44 | 39 | +5  |
|  | 4.   | Formia                    | 58 | 34 | 15 | 13 | 6  | 49 | 25 | +24 |
|  | 5.   | Fondi                     | 55 | 34 | 13 | 16 | 5  | 37 | 25 | +12 |
|  | 6.   | Viribus Cisterna Montello | 55 | 34 | 14 | 13 | 7  | 37 | 28 | +9  |
|  | 7.   | Anagni                    | 48 | 34 | 12 | 12 | 10 | 43 | 30 | +13 |
|  | 8.   | Anitrella                 | 48 | 34 | 12 | 12 | 10 | 38 | 43 | -5  |
|  | 9.   | Colleferro                | 40 | 34 | 10 | 10 | 14 | 42 | 47 | -5  |
|  | 10.  | Sezze Setina              | 40 | 34 | 8  | 16 | 10 | 36 | 42 | -6  |
|  | 11.  | Pisoniano                 | 39 | 34 | 8  | 15 | 11 | 38 | 44 | -6  |
|  | 12.  | Nettuno                   | 37 | 34 | 6  | 19 | 9  | 26 | 27 | -1  |
|  | 13.  | Anziolavinio              | 37 | 34 | 8  | 13 | 13 | 31 | 36 | -5  |
|  | 14.  | Cynthia                   | 36 | 34 | 7  | 15 | 12 | 23 | 30 | -7  |
|  | 15.  | Priverno                  | 36 | 34 | 9  | 9  | 16 | 30 | 48 | -18 |
|  | 16.  | Canarini Rocca di Papa    | 31 | 34 | 6  | 13 | 15 | 32 | 52 | -20 |
|  | 17.  | Veroli                    | 29 | 34 | 5  | 14 | 15 | 22 | 32 | -10 |
|  | 18.  | Castel Madama             | 23 | 34 | 3  | 14 | 17 | 25 | 53 | -28 |

Legenda:
      Promossa in Serie D 2004-2005.
      Ammessa ai Play-off nazionali.
      Retrocesse in Promozione Lazio 2004-2005.
Regolamento:
Tre punti a vittoria, uno a pareggio, zero a sconfitta.
Note:
Il Priverno è stato poi ripescato in Eccellenza Lazio 2004-2005.

### Spareggi

#### Spareggio salvezza
|         | Risultati |          | Luogo e data  |
| ------- | --------- | -------- | ------------- |
| Cynthia | 1-0 (dts) | Priverno | Aprilia, 2004 |
|         |           |          |               |